# Flat Island (Viktorialand)
Flat Island (von englisch flat ‚flach, eben, glatt‘) ist eine bis zu 480 m hoch aufragende Insel mit abgeflachtem, tafelbergartigem Gipfel. Sie liegt im Mündungsgebiet des Shipley-Gletschers vor der Pennell-Küste des ostantarktischen Viktorialands. Der nordöstliche Ausläufer, das Kap Barrow, markiert die westliche Begrenzung der Einfahrt zur Robertson Bay.
Kartiert und deskriptiv benannt wurde die Insel von Teilnehmern der Terra-Nova-Expedition (1910–1913) unter der Leitung des britischen Polarforschers Robert Falcon Scott.